# 酒蔵城
酒蔵城（しゅぞうじょう）または酒造城は、千葉県東金市酒蔵（しゅぞう）にあった日本の城。布留川砦（ふるかわとりで）とも言う。

## 概要
真亀川最上流域の谷戸に面した標高約35メートルの低丘陵上に立地する。辺150メートル×100メートルの単郭式の居館で、幅8メートル×深さ3メートルの空堀に囲まれ土塁が残存する。
上総酒井氏の家臣で、同氏の旗奉行を務めた古川氏（布留川氏とも書く）の、古川民部少輔と古川与五右衛門が、酒井氏の本城東金城北方を守備するために築いたと伝わる。16世紀末に酒井氏の支配が終焉すると、古川氏（布留川氏）は村の名主となったという。